# Генрі Аллінгем
Генрі Аллінгем (англ. Henry Allingham; 6 червня 1896 – 18 липня 2009) — один з найстаріших ветеранів Першої світової війни та довгожитель, вік якого підтверджено Групою геронтологічних досліджень (GRG), Книгою рекордів Гіннеса та Групою LongeviQuest (LQ). З 8 лютого 2007 року він був разом з Джорджом Френсісом 2-ма найстарішими живими чоловіками на Землі, (які народилися в один день) після Танабе Томодзі. Після смерті Джорджа Френсіса він став 2-м єдиним найстарішим живим чоловіком у світі, а після смерті Танабе Томодзі, він став найстарішим живим чоловіком у світі, та став найстарішим живим чоловіком і найстарішим чоловіком у Великій Британії. А також на момент смерті він був 12-м найстарішим чоловіком усіх часів, чий вік був підтверджений. Помер у віці 113 років, 42 дні.

## Біографія
Генрі Аллінгем народився 6 червня 1896 року в Лондон, Велика Британія. 
Його батько помер від туберкульозу у віці 29 років (у 1897 році), коли Генрі було 14 місяців. Після його смерті сім’я переїхала до бабусі та дідуся по материнській лінії. У 1905 році його мати вийшла заміж вдруге за Х'юберта Джорджа Хіггса, а в 1907 році сім'я переїхала в Клепхем, Лондон. 
У серпні 1914 року він намагався піти в армію наїздником, але його мати була категорично проти. Однак після того, як його мати померла в 1915 році у віці 42 років, він пішов до військової служби. Після закінчення навчання Аллінгема відправили на авіаційну станцію RNAS у Грейт-Ярмуті, де він працював у відділі обслуговування літаків.
У Ютландської битві під час Першої світової війни, Генрі стверджував, що він був останній відомий який вижив у цій битві.
У 1918 році Генрі одружився з Дороті Кейтор у Грейт-Ярмуті, штат Норфолк, яка була на 2 роки старша за нього. У пари були дві доньки Бетті (нар. 1921), яка ще жива та Джин (1923–2001). Вони переїхали до Істборна, Сассекс.
У 1961 році, його дружина померла від гострого та хронічного лімфатичного лейкозу у віці приблизно 65 років.

### Смерть
18 липня 2009 року о 03:10 Аллінгем помер уві сні у будинку для престарілих, в Овінгдіні поблизу Брайтона, у віці 113 років і 42 дні. На момент смерті Аллінгем мав: 1 живу доньку, 7 внуків, 16 правнуків, 14 праправнуків і 1 пра-пра-правнука. Після його смерті найстарішим живим чоловіком у світі став Волтер Брюнінґ та став найстарішим живим чоловіком  в США.
Похорони Аллінгема відбулися в церкві Святого Миколая в Брайтоні опівдні 30 липня 2009 року з усіма військовими почестями. Його труну несли три моряки Королівського флоту та три авіатори Королівських ВПС.
Серед присутніх була його 89-річна донька Бетті та були його родичі. Також на його похоронах були присутні офіцери Королівського флоту та Королівських повітряних сил, включаючи віце-адмірала сера Едріана Джонса та віце-маршала авіації Пітера Дая.
22 травня 2010 року на Істборнському редуті було посаджено дерево та відкрито меморіальну дошку, щоб відзначити місце проживання Аллінгема в місті.

## Рекорди довгожителя
- 6 грудня 2005 року, після смерті 111-річного Єжи Пайончковського-Дидинського, у віці 109 років, він став найстарішим живим чоловіком у Сполученому Королівстві.
- 10 листопада 2006 року, після смерті 111-річного Моріса Флоке з Франції, він став найстарішим живим чоловіком у Європі у віці 110 років.
- 8 лютого 2007 року, після смерті 110-річного Антоніо П'єрро, він став найстарішим із відомих ветеранів Першої світової війни та 3-м найстарішим живим чоловіком у світі.
- 6 червня 2009 року він відзначив своє 113-річчя, ставши першим чоловіком, який досяг такого віку у Великий Британії.